# Покриткі
Покриткі (пол. Pokrytki) — село в Польщі, у гміні Стшеґово Млавського повіту Мазовецького воєводства.
Населення — 190 осіб (2011).
У 1975-1998 роках село належало до Цехановського воєводства.

## Демографія
Демографічна структура станом на 31 березня 2011 року:
|          | Загалом | Допрацездатний вік | Працездатний вік | Постпрацездатний вік |
| -------- | ------- | ------------------ | ---------------- | -------------------- |
| Чоловіки | 100     | 12                 | 73               | 15                   |
| Жінки    | 90      | 12                 | 48               | 30                   |
| Разом    | 190     | 24                 | 121              | 45                   |